# 方大鉉
方大鉉（？—1618年），字君節，號玉峡，直隶安庆府桐城縣人。明朝政治人物。

## 生平
理學大家方学渐次子、方大镇弟，方以智叔祖。万历三十一年（1603年）癸卯科應天府鄉試舉人，四十一年（1613年）癸丑科二甲第十二名進士。吏部觀政，授刑部主事，梃击案起，同官王之寀欲窮究其事，大鉉抱牍從大司寇後，泣而止之，保全甚衆。四十三年乙卯（1615年）奔父喪，结庐玉龍峡，三年不入城市。服闋，四十六年起補户部主事，未幾卒于燕京府邸。

## 著作
大鉉工于诗歌、古文辞，才氣縱横，典雅赡丽，動數千言。所著有《聽峡齋草》、《搴蘭館集》六卷行于世。

## 家族
曾祖方敬，義官。祖父方祉，庠生。父方学新，乡贡，以子方大鎮封御史文林郎。
嗣子方孔一，清远县知县。所生子三：孔文、孔矩，諸生；孔性，早卒。